# Roger Gicquel
Roger Gicquel (Thiers-sur-Thève, 22 febbraio 1933 – Saint-Malo, 6 marzo 2010) è stato un giornalista e conduttore televisivo francese.

## Biografia

### Primi anni
Gicquel nacque in Alta Francia da una famiglia di piccoli commercianti di origine bretone.
Dopo aver inizialmente pensato di diventare scrittore e aver avuto nei primi anni 1950 alcune esperienze come attore, dal 1953 al 1960 s'impiegò come assistente di volo per la compagnia aerea Union Aéromaritime de Transport (UAT, poi rinominata UTA a seguito della fusione con la concorrente TAI-Transports aériens intercontinentaux).

### Carriera
La sua carriera giornalistica ebbe inizio nel 1961, allorché fu assunto nella redazione locale di Coulommiers del quotidiano Le Parisien libéré.
Qualche anno dopo, la direzione del quotidiano lo incaricò di dirigere la neocostituita edizione locale dedicata all'Alta Normandia, denominata Normandie-Matin; gli venne inoltre avocata la gerenza delle redazioni distaccate di Elbeuf, Les Andelys, Évreux, Louviers e Vernon.
Rimase a lavorare a Normandie-Matin fino al 1971, allorché gli venne offerto un contratto di consulenza per conto del servizio d'informazione dell'Unicef; in quegli anni venne inoltre nominato direttore della redazione giornalistica dell'ORTF, allora concessionaria del servizio pubblico radiotelevisivo in Francia.
Su invito del direttore Roland Dhordain, nel 1968 accettò anche di lavorare per l'emittente radiofonica France Inter: gli venne affidata la conduzione della rassegna stampa mattutina (che mantenne fino al 1973) e dal 1969 gli venne commissionata la realizzazione di grandi reportage d'attualità.
Il suo prestigio professionale era già notevole quando, nel 1975, TF1 gli affidò la conduzione dell'edizione principale del Journal (telegiornale), quella delle ore 20:00. Gicquel tuttavia non aveva alcuna esperienza pregressa nel campo della televisione, ma la prima rete francese non esitò a fare di lui il "volto immagine" dei propri servizi d'attualità.
A dispetto della propria inesperienza, il giornalista bretone seppe imprimere al bollettino un proprio personale stile di conduzione: ispirandosi liberamente alla figura dello statunitense Walter Cronkite, anchorman di fama internazionale, scelse di aprire le varie edizioni con un editoriale nel quale commentava le notizie del giorno dal proprio punto di vista.
Dal punto di vista redazionale egli aveva infatti rivendicato per sé una larga libertà stilistica ed editoriale, slegata da diktat e pressioni esterne (in primis di natura politica): avendo anche funzioni di caporedattore, tese a dare massimo spazio alle notizie di cronaca (finanche le più drammatiche) a scapito delle curiosità e dei fatti di costume.
Le sue scelte si rivelarono vincenti: la linea editoriale e l'identificazione tra il notiziario e la popolarità del proprio conduttore piacquero al pubblico: gli indici d'ascolto aumentarono esponenzialmente, permettendo al telegiornale di TF1 di insidiare il primato del corrispettivo di Antenne 2 (all'epoca il bollettino più seguito dal pubblico francese).
Particolarmente celebre rimase l'edizione del 20 heures del 18 febbraio 1976, allorché Gicquel diede l'annuncio della cattura di Patrick Henry (il responsabile del rapimento e dell'omicidio di un bambino di sette anni, Philippe Bertrand), esordendo con la frase
allusione allo sgomento dell'opinione pubblica dinnanzi a un atto così efferato, tale da suscitare nell'animo di molti un desiderio di giustizia altrettanto violenta e sommaria (il giornalista poi puntualizzò che la propria volontà era quella di esortare i propri ascoltatori a respingere tale idea).
Lasciata la conduzione del giornale nel 1980, Roger Gicquel continuò a lavorare per TF1, producendo grandi reportage e documentari d'attualità; fino al 1982 condusse inoltre una striscia quotidiana sull'emittente radiofonica Europe 1.
Tornò a condurre su TF1 nel 1983, allorché presentò il talk show d'argomento culturale Vagabondages; nel 1986, allorché la prima rete venne privatizzata, decise di tornare a France Inter, ove dal 1987 al 1994 riprese la conduzione della rassegna stampa nel week-end.
Nel 1994, su invito di Jean-Pol Guguen, direttore di France 3 Ouest, accettò di tornare davanti alle telecamere: per tale rete locale produsse e condusse il programma En flânant.
Nel 1995 fece un cameo nel film comico La felicità è dietro l'angolo, diretto da Étienne Chatiliez.

### Ultimi anni
Dopo il pensionamento, nel 1997 si stabilì in Côtes-d'Armor. Qui continuò le proprie attività: scrisse libri e dal 1999 al 2003 tenne una rubrica sul mensile Le Peuple breton.
Negli anni 2000 sostenne pubblicamente le posizioni del partito dei Verdi, impegnandosi in iniziative finalizzate alla salvaguardia del territorio bretone.
Morì improvvisamente il 6 marzo 2010, colpito da un infarto a Saint-Malo.